# Tolomeo (figlio di Pirro)
Tolomeo (in greco antico: Πτολεμαῖος?, Ptolemâios; Epiro, 295 a.C. – Argo, 272 a.C.) è stato un militare greco antico, figlio di Pirro re d'Epiro e della sua prima moglie Antigone, che morì probabilmente di parto. Gli fu dato il nome per onorare il patrigno di sua madre, Tolomeo I d'Egitto, che fu un benefattore di Pirro nella sua giovinezza.

## Biografia
Quando Pirro tornò dall'Italia nel 274 a.C., Tolomeo conquistò l'isola di Corcira per il padre in un attacco audace con soli 60 uomini. Si distinse anche in una battaglia navale, e durante la successiva invasione della Macedonia sloggiò il re Antigono II Gonata da Tessalonica. Nel 272 a.C. Tolomeo accompagnò il padre in una campagna militare nel Peloponneso, dove comandava la sua guardia personale. Durante la ritirata da Sparta fu attaccato da una forza di  lacedemoni sotto Eualco e ucciso dal cretese Oroisso di Aptera. Il padre vendicò la sua morte uccidendo Eualco, ma cadde pochi giorni dopo per le strade di Argo.
Tolomeo aveva una sorella maggiore chiamata Olimpiade e due fratellastri più giovani, Alessandro ed Eleno.